# Cabilencs
Els cabilencs (amazic: ⵉⵇⴱⴰⵢⵍⵉⵢⴻⵏ, iqbayliyen, o ⵉⴳⴰⵡⴰⵡⵏ, igawawen; àrab algerià: القبايل, el Qbayel) són un grup ètnic originari de la Cabília (en cabilenc Tamurt n Ieqvayel o Tamurt n Igawawen, ‘país dels cabilencs'), una regió amazigòfona d'Algèria predominantment muntanyosa. Habiten a la costa i a les cadenes muntanyoses de la regió: les muntanyes de Djurdjuran de Bibans i Babors. Des de finals del segle xix els cabilencs són el principal grup amazigòfon d'Algèria en nombre. Han format, des de la independència d'aquest estat, l'entorn més favorable per al desenvolupament de la reivindicació identitària amaziga. Ara estan presents en altres regions d'Algèria, en particular a Alger i en la diàspora algeriana de França.

Mapa de la Cabília

## Etimologia
El francès «kabyle» és un manlleu de l'àrab qabīla ('tribu, família') i el plural, qabāʾil, designa els cabilencs. Qabīla deriva de l'arrel semítica q-b-l que, com el verb qabila, denota acceptació.

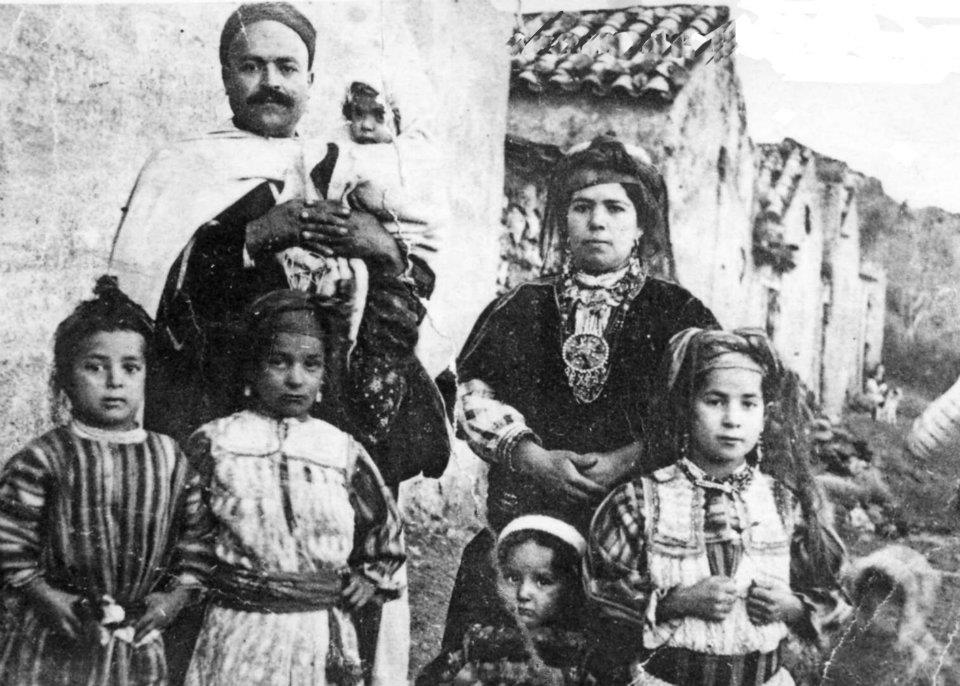
Família cabilenca cristiana

El terme original "Qabail", que significa en àrab 'tribus', s'utilitza per primera vegada amb l'arribada dels àrabs musulmans al Magrib per a designar els habitants del país que vivien en tribus i confederacions. És el terme que els francesos utilitzaven per a descriure aquests muntanyencs que portaven diferents noms depenent de les tribus a les quals pertanyien. També, pot ser que es refereixen als amazics chaouis de l'Aurès o els de l'oest d'Algèria. També es parla de la Cabília de l'Ouarsenis, i pren, per tant, una significació ètnica per designar aquest poble en particular.
Els àrabs empraven la paraula zouaoua, que és una deformació de l'amazic Agawa, un massís al cor de la Gran Cabília, i d'aquí l'origen del mot Igawawen per designar les càbiles, que era el nom d'una confederació antiga i puixant de vuit tribus de la Cabília organitzada en dos grups: At Betrun (Ath Yanni, Ath Budrar, Ath Bu Akkach, Ath Wasifs) i Ath Mengellat (Ath Mengellat, Ath Bu Yusef, Ath Weqbil, Ath Attu, Ath Ililltene). Els zouaoua, segons Ibn Khaldun, són una fracció dels kutama, tribu amaziga beranesa (descendents de Bernès, fill de Berr i germà de Medghassen). El nom zwawa també designa tots els cabilencs en general, i el seu equivalent en amazic era igawawen.
Tanmateix, segons el professor Salem Chaker, el terme zouaoua/zouaoui utilitzat pels parlants d'àrab no s'ha de relacionar amb agawa/igawawen sinó més aviat amb azwaw/izwawen (cognom cabilenc i nom del clan generalitzat a Cabília). Salem Chaker sosté la idea que izwawen és el veritable nom aborigen antic i autòcton dels cabilencs que "omple la depressió històrica en què gairebé han oblidat els seus noms reals". D'altra banda, a l'oest algerià, les càbiles són totes designades sota el nom de zouaoua/zouaoui. "Zouaoua" és l'origen del francès "zouave", ja que les primeres unitats indígenes eren originàries d'aquesta confederació.
Cal assenyalar que en parlar dels At Mangellat el terme original testificat per dir càbiles era igawawen.
Les càbiles dels Babors (Bugia, Jijel, Sétif) són originàries de dues tribus amazigues, els kutama (sota la dinastia fatimita), i els sanhadja (sota la dinastia hammadita). A aquests cal afegir els amazics de l'Al-Àndalus, que eren refugiats de Bugia, ajudats pel sultà An-Nàssir ibn Alannàs de Bugia vers el segle xii.

## Història
Les càbiles foren relativament independents del jou otomà durant el període otomà al Magrib. Vivien en tres regnes diferents, el Regne de Koukou, el rRgne dels Beni Abbès, i el Principat d'Ait Jubar. Van encadenar períodes de pau, d'aliança i d'hostilitat amb els turcs. Els germans Barba-rossa s'uniren a les diferents temptatives amazigues de prendre Bugia als espanyols gràcies a llurs habilitats de navegació. El cabilencs aliats amb els otomans van prendre Bugia el 1555. Tant els cabilencs com els àrabs acolliren favorablement els germans Barba-rossa. La regió fou presa pels francesos durant la seva conquesta del 1857, tot i la forta resistència dels cabilencs. La líder cabilenca Lalla Fatma N'Soumer continuà la resistència molt de temps fins a la revolta dels mokrani el 1871.

## Organització social

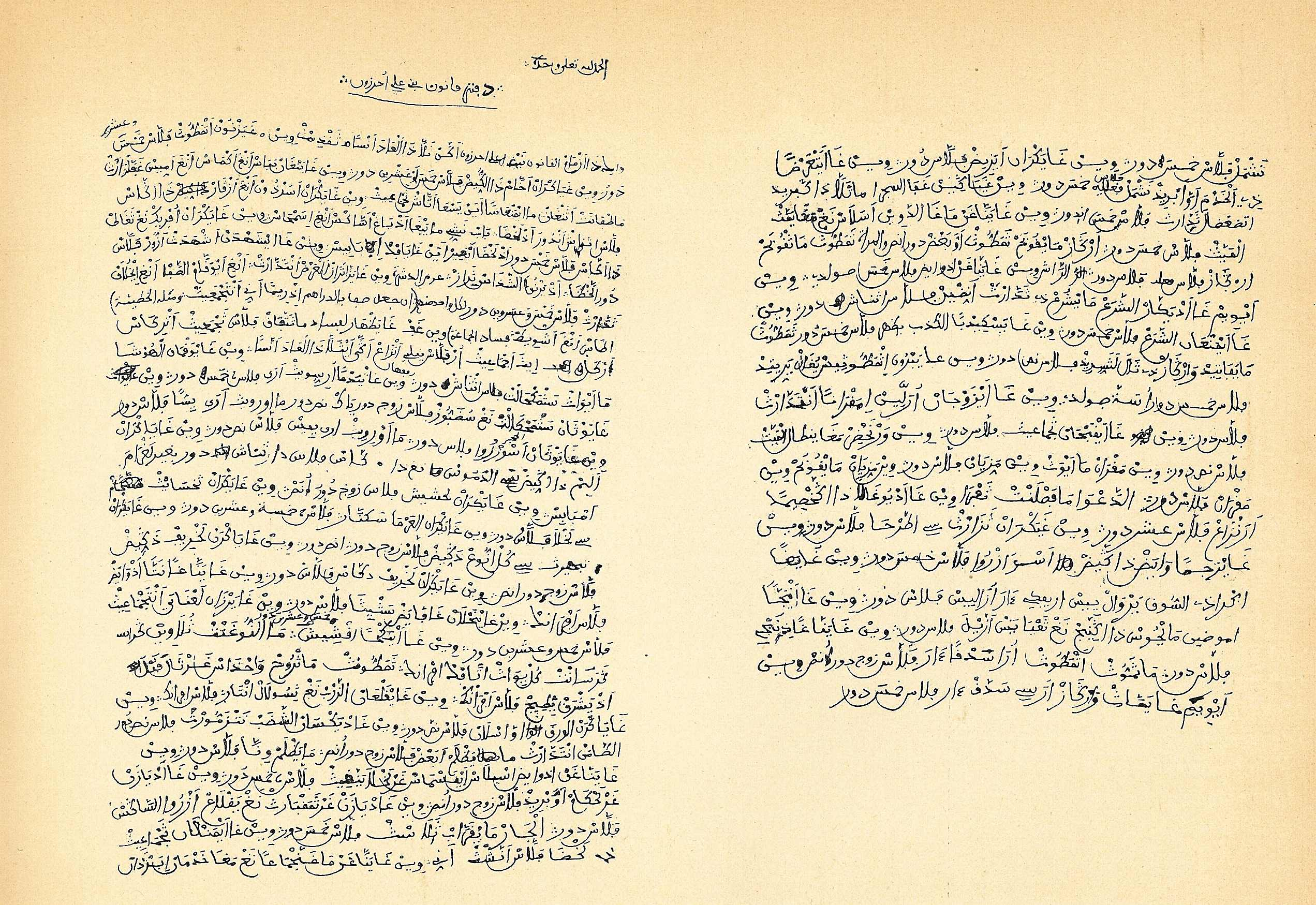
Qanun dels Aït Ali o Herzun

L'organització social dels cabilencs, antics ramaders i agricultors sedentaris, ha estat àmpliament estudiada pel sociòleg francès Pierre Bourdieu. Aquest model ha estat àmpliament modificat per la forta emigració i urbanització que ha trasbalsat les relacions socials; se'n poden, però, traçar els contorns de la societat tradicional.

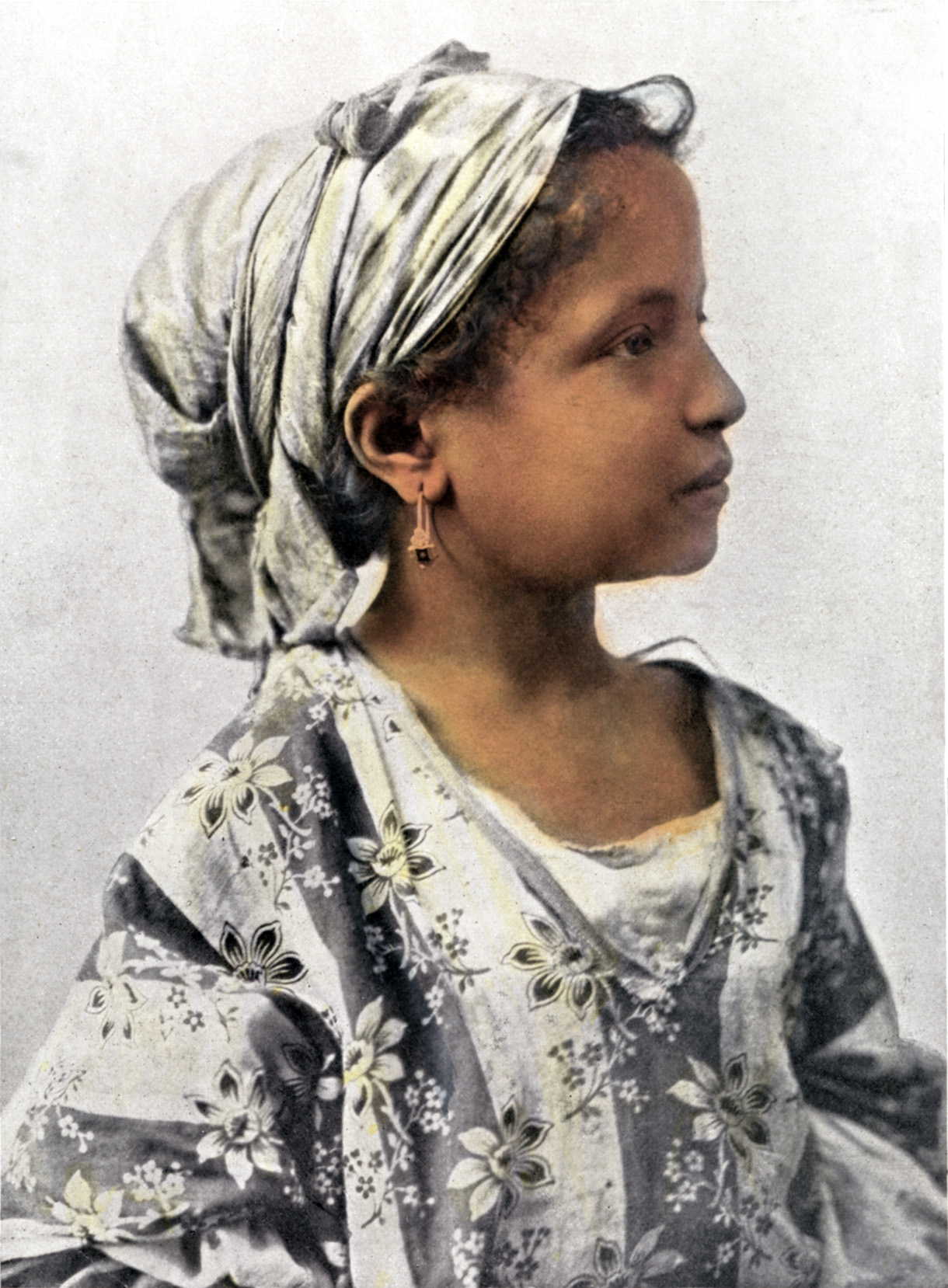
Noia cabilenca del sud d'Alger

La unitat social base de la societat cabilenca és la família extensa de l'Axxam (llar). La Txarubt (facció) és l'extensió de la família ampliada; cada component de la facció segueix l'herència simbòlica d'un avantpassat de línia paterna. La txarubt assegurava la integritat de cada individu i la defensa de l'honor del nom comú abans de la introducció dels cognoms per l'administració colonial; era el mitjà més utilitzat d'identificació. En algunes viles importants (tudart) hi ha una zona d'estructuració que inclou diferents faccions (tixarubin), que és l'adrum. La unió d'aquestes divisions formen la vila. Nombroses viles poden unir-se i formar una laarch (tribu), una unió de tribus dona la taqbilt (una confederació), que donarà el seu nom als amazics de la regió anomenats cabilencs.

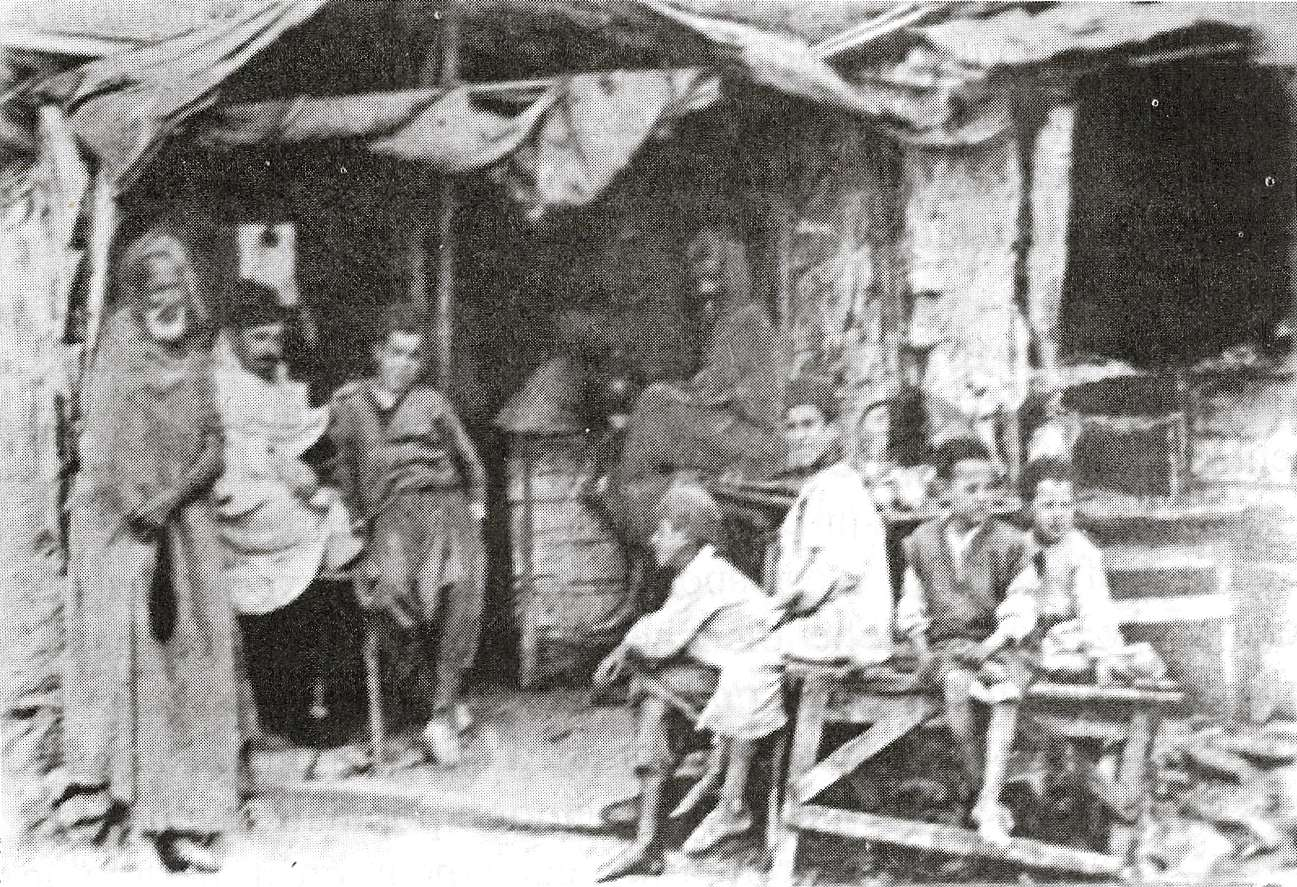
El poeta cabilenc Si Mohand, 1905

Cada vila forma una tajmaât (assemblea), una organització petita o gran segons la importància numèrica de la vila, semblant a una república democràtica. Es compon de tots els que han arribat a la majoria d'edat, i on, en principi, tots els ciutadans, independentment del status econòmic, poden parlar per exposar les seves idees i prendre posicions en les propostes d'acords. Els ancians, als quals s'atribuïa el títol d'imgharen perquè eren caps de família, o fins i tot del llinatge viu, gaudien d'una audiència i respecte especials, ja que el tajmaât dona una gran importància a les seves decisions, i la democràcia cabila de vegades és més semblant a una gerontocràcia.
Hi nomenen l'amin (cap) (o lameqqran; 'ancià', segons les regions), el responsable del bon desenvolupament de l'assemblea i de les seves decisions. En les tajmaât més grans, el cap també era assistit en les seves funcions per un uqil i nombrosost'emen. L'uqil tenia la responsabilitat dels ingressos de la tajmaât, i dret de control sobre les decisions del cap. En general pertanyia a un çof ('línia', aliança de nombroses tribus) oposat al del cap, constituint així un veritable contrapoder del poder executiu, que assegurava una certa estabilitat política. El t'emen, una mena de «diputat-alcalde», representava el seu çof en les reunions i transmetia les decisions. El tajmaât exerceix de consell municipal, cort de justícia i cort suprema, i es refereix, en cas de disputa o problema, als texts de les lleis, els qanôun cabilencs, la més alta autoritat jurídica, que en defineix l'incompliment i imposa la sanció.
El codi d'honor protegia la llar, les dones i els fusells, i declarava que l'assassinat havia de ser venjat per llaços de sang (els autors dels actes, inclosos els venjadors, eren rebutjats per la comunitat). La filiació és patrilineal. Es transmetia el patrònim de l'ancestre comú. El tajmaât vivia sota l'autoritat del grup, en què l'esperit de la solidaritat estava molt desenvolupat. Per exemple, el terme tiwizi (solidaritat) es refereix a l'activitat col·lectiva d'ajudar a un veí en una de les seves tasques com recollir olives, a la qual contribueix directament o nodrint els participants.

## Demografia
D'acord amb la definició més comuna en ús avui a Algèria, cabilenc és aquell el primer idioma del qual és el cabilenc, o bé que els pares del qual tinguin el cabilenc com a llengua materna.
Sobre la base de la definició més comuna, el nombre de cabilencs a Cabília és aproximadament de 3,5-4.000.000 (1,2 milions a la província de Tizi Uzu, 1 milió a la província de Bugia, les dues úniques províncies totalment cabilencòfones, i al voltant d'1,5 a 2 milions d'habitants a les comunes cabilencòfones de Bouira, Boumerdès, Bordj Bou Arreridj i Setif).
Fora de la Cabília, molts cabilencs han emigrat a altres regions d'Algèria, principalment a Alger i voltants, però també en menor mesura a Orà i Constantina. És impossible saber-ne amb exactitud el nombre; s'estima al voltant de 2 milions, unes dues generacions. Així els cabilencs són entre 5,5 i 6 milions a Algèria, al voltant del 15% de la població algeriana.
Fora del país, hi ha una antiga i forta emigració cabilenca a França, on els cabilencs representen el 40% dels emigrants algerians i descendents d'algerians a França, de manera que es calcula que hi ha uns 800.000 cabilencs a França (sobre 2 milions d'algerians i fills d'algerians presents a França). Però França no és l'únic destí dels cabilencs. També n'hi ha grans comunitats al Canadà i a Bèlgica.

## Cultura

### Llengua
La llengua cabilenca (ⵉⴽⵠⴰⵢⵍⵢⵏ, taqbaylit), escrita amb alfabet tifinag, és una de les llengües amazigues. Molt units a la seva identitat amaziga, els cabilencs reclamen el reconeixement de la pluralitat lingüística, inclosa la inclusió en la Constitució d'Algèria de l'amazic com a llengua oficial, a més de la condició de llengua nacional ja concedida.
Tha kvayelith (la cabilitat) significa també, en la semàntica cabilenca en general, la referència a un sistema de valors ancestrals (codi de l'honor) no contradictori de l'esperit del clan (çof) que regulen i gestionen la vida col·lectiva a l'escala d'una vila o d'una tribu o confederació.

### Religió

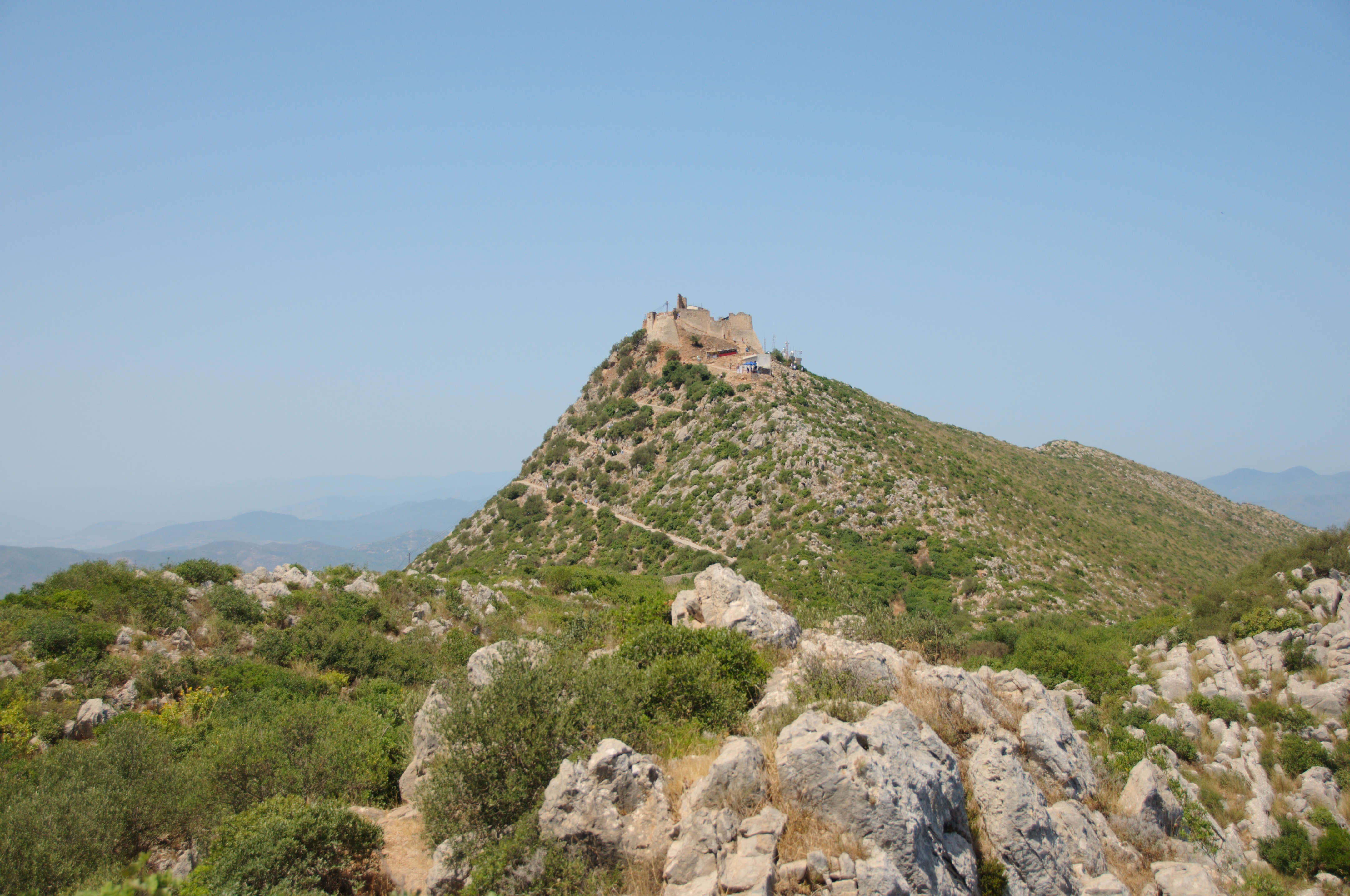
Yemma Gouraya a Bugia

Segons Armand Viré «els cabilencs professen tots la mateixa religió, l'islam», influenciat pel sufisme, com també assenyalen Adolphe Hanoteau i Aristide Letourneux. Segons Mouloud Mammeri, la confraria rahmaniyya és una de les confraries sufites més puixants d'Algèria.
Històricament, la Cabília ha conegut totes les religions de la Mediterrània, i fins i tot va contribuir, com a part del món amazic, a la provisió d'alguns déus i dees als grecs i romans, com ara Anteu. Antigament adoraven els esperits i l'animisme, del qual en queden traces avui dia; van descobrir les tres religions monoteistes que s'afermaren fàcilment i ràpida en la vida dels cabilencs.

#### Islam
L'islam s'hi va instal·lar en l'edat mitjana i és la religió majoritària de la Cabília. La seva influència en la cultura i la societat és important al llarg dels diferents períodes històrics. Inicialment la població amaziga es va convertir massivament, sobretot per beneficiar-se del mateix dret que els àrabs musulmans pel que fa a impostos. No obstant això, el tractament desigual entre àrabs i no àrabs provocaren l'adopció de la població en doctrines contestatàries al poder del califa, el kharigisme i el xiïsme. A la Cabília fou el xiïsme de les tribus ismailites kutama el que prevaldrà i ajudarà a establir la dinastia fatimita i a fundar la ciutat del Caire com a capital. L'Imperi fatimita iniciat pels cabilencs s'estengué de la península Ibèrica a Bagdad.
El sunnisme es va introduir principalment amb el regnat de la dinastia hammadita que, des de Bugia, la seva capital, va conquerir part d'Algèria i la conca occidental de la Mediterrània en els segles xi i xii. Practicaven un «islam» a vegades influenciat pel morabitisme i el sufisme (a imatge de la confraria Rahmaniyya).
La vila de Bugia tindrà el seu apogeu, inclosa la seva influència espiritual, a causa del gran nombre de sants sufís que hi predicaren, els més famosos en foren Yemma Gouraya, o Saïd El-Bedjaouy. La vila també atraurà grans místics, com Ibn al-Arabí de Còrdova, que participaran en la identitat religiosa de la regió i més generalment en la del nord d'Àfrica mitjançant la barreja de la mística sufí amb les creences animistes dels amazics. Durant aquesta edat d'or Bugia serà coneguda com «la petita Meca».

### Música
La varietat cabilenca (moderna o tradicional) és una de les músiques més importants d'Algèria. Molts cantants són nadius de Cabília o d'origen cabilenc, com ara Chiekh el Hasnaoui, Lounis Aït Menguellet, Cherif Kheddam, Cheikh Sidi Bémol, Idir, Lounès Matoub, Allaoua Zerrouki, Slimane Azem, Cid Messaoudi, Chérifa, Youcef Abdjaoui, Ait Meslayen, Taleb Rabah, Rachid Babaci, Takfarinas, Farid Aït Siameur, Boualem Kara, Souad Massi. La Cabília també ha donat alguns dels grans noms al chaâbi algerià com Hadj M'hamed El anka i Kamel Messaoudi, Amar Ezzahi, Abdelkader Chaou, Boudjemaa El ankis, Gherouabi, etc.

### Teatre i cinema
El cinema algerià recordarà Ahmed Ayad Rouiched, un algerià que té les arrels als pobles de Cabília, que ha atret com ningú els algerians al cinema i al teatre durant més de 40 anys. Mohamed Fellag, nadiu d'Azeffoun va brillar en el seu debut als teatres d'Alger abans d'emigrar per por dels fonamentalistes. Va canviar de públic i trobà en la immigració algeriana i magrebina nombrosos seguidors. Un dels directors cabilencs més prolífics és, sens dubte, Abderrahmane Bouguermouh. Ha adaptat al cinema la novel·la de Mouloud Mammeri La colline oubliée (en amazic:Tawrirt yettwattun) i ha realitzat un documental sobre els esdeveniments del 8 de maig del 1945.

### Pintura
M'hamed Issiakhem i Hamid Tibouchi són dos pintors i cal·lígrafs que han marcat l'escena algeriana i internacional amb llurs obres, inspirades en els principis de la revolució algeriana, i en destaca la pintura Résurrection du Chahid (1978), i Chaouia (1966).

### Esport
La Cabília és representada per esportistes com Zinédine Zidane, Soraya Haddad, Karim Benzema, Karim Ziani, Rabah Madjer, Salah Assad, Mustapha Dahleb… Els clubs de futbol com la JSK (Jeunesse sportive de Kabylie), la JSMB i el MO Bugia són els principals clubs de la regió, la zona és coneguda per al voleibol principalment per Bugia.

## Política
Els cabilencs han estat activistes ferotges en la promoció de la causa de la identitat amaziga. El moviment té tres grups: cabilencs que es veuen a si mateixos com a part d'una nació amaziga més gran (amaziguistes); els que s'identifiquen com a part de la nació algeriana (algerianistes), que alguns veuen com una nació essencialment amaziga; i els que veuen la Cabília com una nació diferent separada però similar a altres pobles amazics (cabilistes).
- Dos partits polítics dominen la Cabília i hi tenen la base principal de suport: el Front de Forces Socialistes (FFS), dirigit pel Hocine Aït Ahmed i la Reunió per la Cultura i la Democràcia (RCD), dirigida per Saïd Sadi. Ambdós són secularistes, amaziguistes i algerianistes.
- L'Arouch va sorgir durant la Primavera negra de 2001 com un renaixement de les assemblees del poble, una forma tradicional d'organització democràtica cabilenca. L'Arouch comparteix aproximadament els mateixos punts de vista polítics del FFS i la RCD.
- El MAK (Moviment per l'Autonomia de Cabília) també va sorgir durant la Primavera negra. Treballa per l'autonomia de la Cabília, El 21 d'abril de 2010 Ferhat Mehenni, líder del MAK, proclamà el Govern Provisional de Cabília a l'exili (ANAVAD). Es va establir oficialment l'1 de juny de 2010 al Palau de Congressos de París. Va ser escollit president del Consell Nacional de la MAK i va nomenar nou ministres.[43]

## Genètica
Un estudi realitzat per Arredi.et al. (2004) inclou les freqüències de llinatges entre una població cabilenca de la província de Tizi Uzu.
Aquests resultats mostren que un gran segment de la població cabilenca no és nadiua d'Àfrica del Nord.
- Els haplogrups del cromosoma Y, transmesos exclusivament per línia paterna, van ser trobats en les següents freqüències a la Cabília: E1b1b1b (E-M81) (47.36%), R1* (xR1a) (15.78%) (més tard testat com a R1b3/R-M269 (ara R1b1a2)),[44] J1 (15.78%), F* (xH, I, J2,K) (10.52%) i E1b1b1c (E-M123) (10.52%).[45] El patró nord-africà de variació cromosòmica Y de l'haplogrup J és en gran part d'origen neolític.[46]
- Haplogrups mitocondrials, heretats només de la mare, trobats en aquestes freqüències: H (32.23%) principalment H1 i H3; U* (29.03% amb 17.74% U6), trobat en antics espècimens iberomauritans; preHV (3.23% ; preV (4.84%); V (4.84%); T* (3.23%); J* (3.23%); L1 (3.23%); L3e (4.84%); X (3.23%); M1 (3.23%); N (1.61%) i R (3.23%).